# Quantenlogarithmus
Der Quantenlogarithmus ist eine Funktion der mathematischen Physik. Er ist eine Quantenversion des klassischen Logarithmus und kommt bei der Verallgemeinerung vom klassischen Dilogarithmus zum Quantendilogarithmus vor. Quantendilogarithmen werden bei der Untersuchung integrabler Quantenfeldtheorien auf Gittern verwendet.

## Definition
Es sei {\displaystyle \hbar >0}. Der Quantenlogarithmus
{\displaystyle \phi ^{\hbar }\colon \mathbb {C} \to \mathbb {C} }
ist definiert durch 
{\displaystyle \phi ^{\hbar }(z):=-2\pi \hbar \int _{C}{\frac {e^{-ixz}}{(e^{\pi x}-e^{-\pi x})(e^{\pi \hbar x}-e^{-\pi \hbar x})}}dx},
wobei {\displaystyle C\subset \mathbb {C} } eine entlang der reellen Achse von {\displaystyle -\infty } nach {\displaystyle \infty } verlaufende und den Nullpunkt von oben umlaufende Kurve ist, zum Beispiel {\displaystyle C=\left[-\infty ,-1\right]\cup \left\{e^{it}\colon \pi \geq t\geq 0\right\}\cup \left[1,\infty \right]}. 
(Für jede Kurve mit diesen Eigenschaften ergibt Integration dieses Integranden über die Kurve denselben Wert.)

## Eigenschaften
Im semiklassischen Limit {\displaystyle \hbar \to 0} hat man für den Quantenlogarithmus den Grenzwert
{\displaystyle \lim _{\hbar \rightarrow 0}\phi ^{\hbar }(z)=\log(e^{z}+1)}.
Für {\displaystyle \hbar =1} erhält man
{\displaystyle \phi ^{1}(z)={\frac {z}{1-e^{-z}}}}.
Der Quantenlogarithmus hat eine Reihe von Symmetrieeigenschaften:
{\displaystyle \phi ^{\hbar }(z)-\phi ^{\hbar }(-z)=z}
{\displaystyle {\overline {\phi ^{\hbar }(z)}}=\phi ^{\hbar }({\overline {z}})}
{\displaystyle {\frac {1}{\hbar }}\phi ^{\hbar }(z)=\phi ^{\frac {1}{\hbar }}({\frac {z}{\hbar }})}.
Weiter gelten die Beziehungen
{\displaystyle \phi ^{\hbar }(z+i\pi \hbar )-\phi ^{\hbar }(z-i\pi \hbar )={\frac {2\pi i\hbar }{e^{-z}+1}}}
{\displaystyle \phi ^{\hbar }(z+i\pi )-\phi ^{\hbar }(z-i\pi )={\frac {2\pi i}{e^{-{\frac {z}{\hbar }}}+1}}}
{\displaystyle \phi ^{\hbar }(z)=\phi ^{\hbar +1}(z+\pi i)+\phi ^{\frac {\hbar }{\hbar +1}}(z-\pi \hbar i)=\phi ^{\hbar +1}(z-\pi i)+\phi ^{\frac {\hbar }{\hbar +1}}(z+\pi \hbar i)}
und man hat die Summenformel
{\displaystyle \sum _{l=-r}^{r}\sum _{m=-s}^{s}\phi ^{\hbar }(z+{\frac {2\pi i}{2r+1}}l+{\frac {2\pi i\hbar }{2s+1}}m)=\phi ^{{\frac {2r+1}{2s+1}}\hbar }((2r+1)z)}.
Die 1-Form {\displaystyle \phi ^{\hbar }(z)dz} ist meromorph, sie hat einfache Polstellen mit Residuum {\displaystyle \pm 2\pi i\hbar } in den Punkten {\displaystyle (2n-1)\hbar \pi i\pm (2m-1)\pi i} mit {\displaystyle n,m\in \mathbb {N} }.